# Elena Cuza

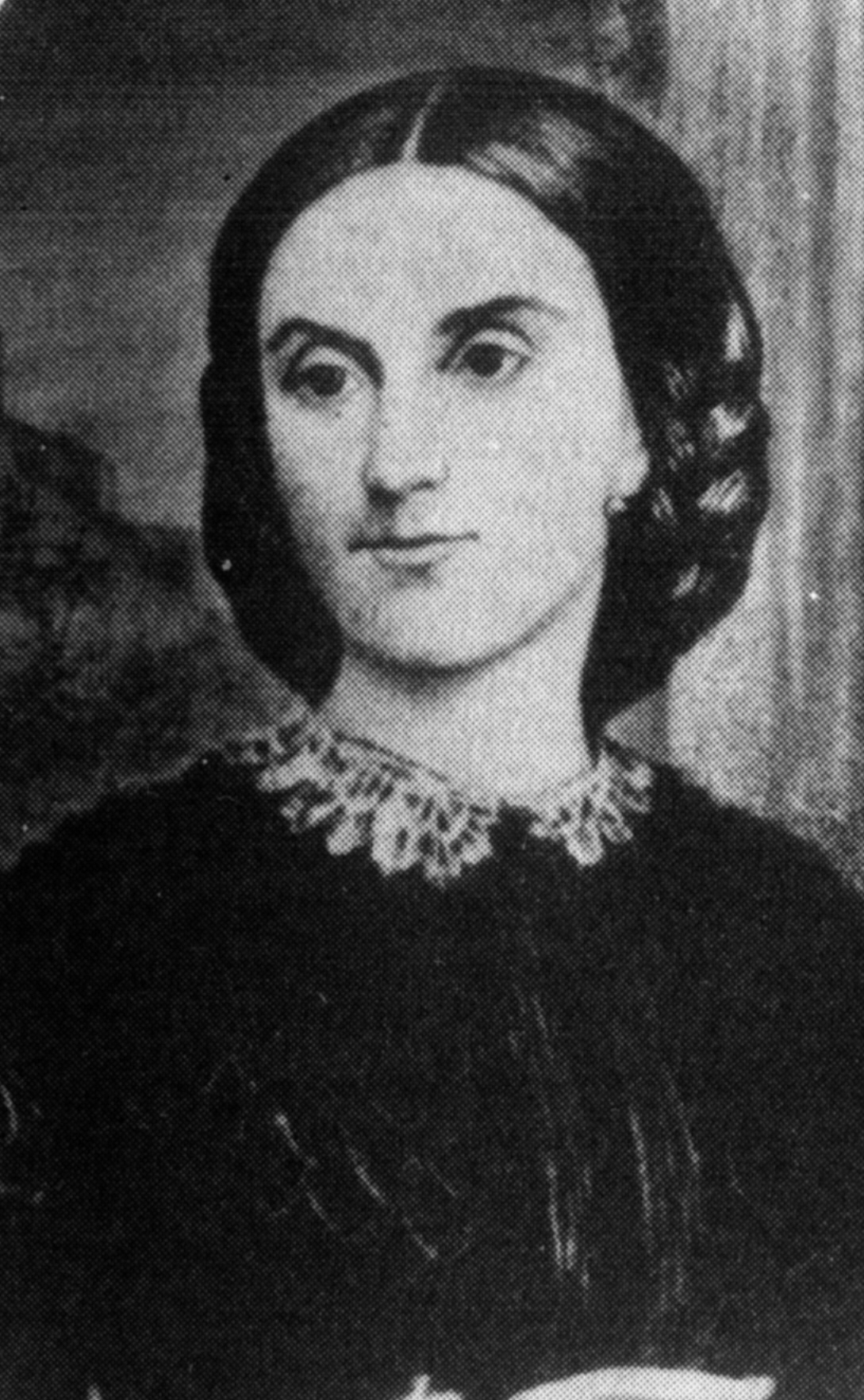
Elena Cuza

Elena Cuza (* 17. Juni 1825 in Iași; † 2. April 1909 in Piatra Neamț) war die Ehefrau von Alexandru Ioan Cuza, dem ersten Fürsten von Rumänien.

## Leben
Elena Cuza wurde als Elena Rosetti in Iași geboren und wuchs auf dem Gut ihrer Eltern in Solesti im Kreis Vaslui auf. Mit 15 zog sie nach Iași und lernte Alexandru Ioan Cuza kennen, den sie 1844 heiratete. Als Alexandru Ioan Cuza am 5. Januar 1859 Fürst von Moldau und am 24. Januar 1859 Fürst der Walachei wurde und 1861 aus den „Vereinigten Fürstentümern der Walachei und Moldau“ die Gründung des neuen Staates Rumänien proklamierte, wurde Elena die Erste Dame im Staat.

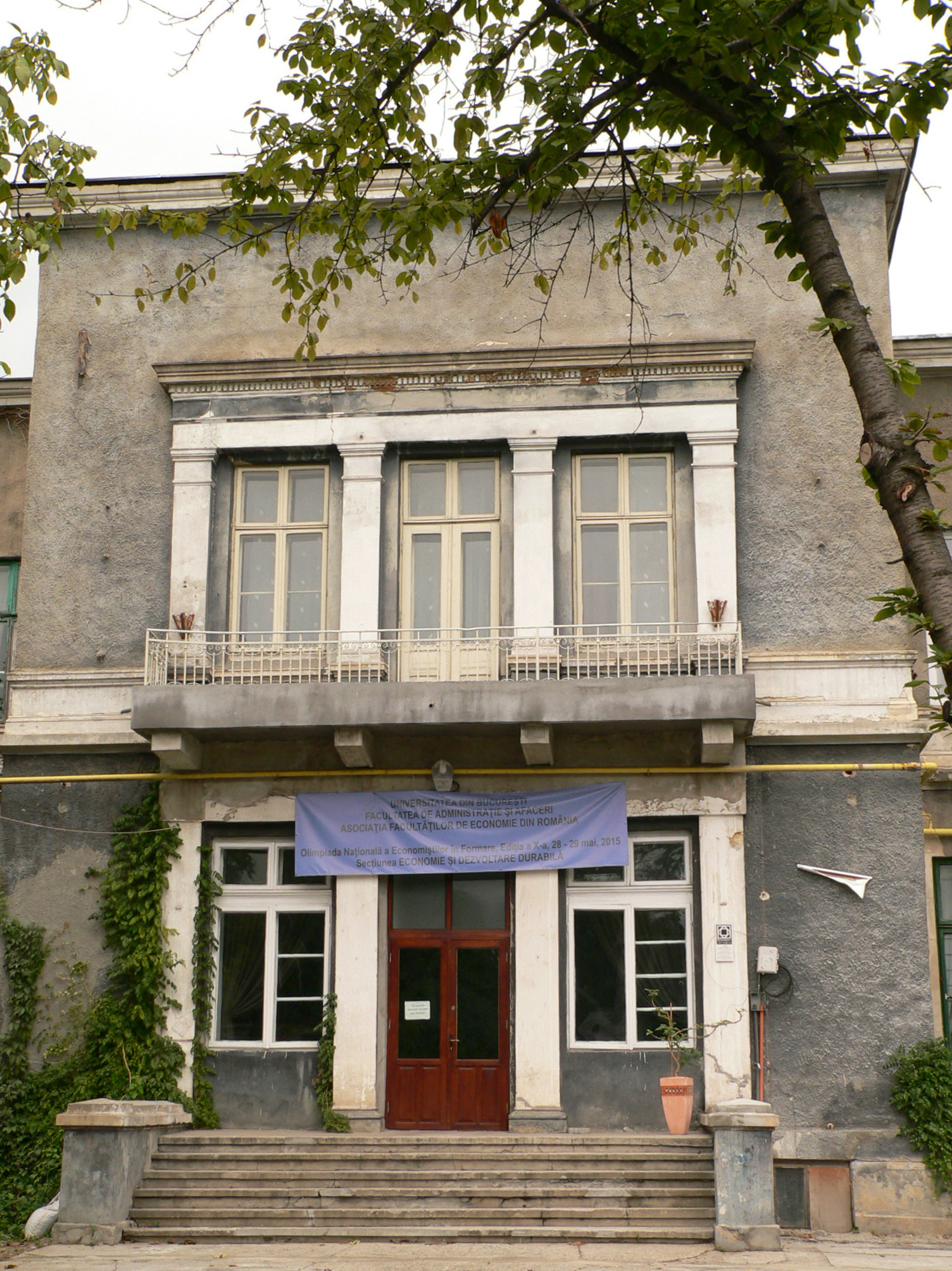
„Azilul Elena Doamna“, ein von Elena Cuza gegründetes Waisenhaus für Mädchen

Während der Regentschaft ihres Mannes wurde Cuza als Philanthropin bekannt. 1862 gründete sie in Cotroceni, einem Vorort von Bukarest, das „Azilul Elena Doamna“, ein Waisenhaus für Mädchen.
Als Alexandru Ioan Cuza aufgrund innenpolitischer Konflikte 1866 mit Billigung der Großmächte durch die Adligen zur Abdankung gezwungen wurde, ging Elena mit ihm zusammen ins Exil. Nach dem Tod ihres Mannes 1873 kehrte Elena zurück in ihre Heimat. Am 2. April 1909 starb sie in Piatra Neamț.

## Posthume Ehrungen
In zahlreichen rumänischen Städten wurden Bildungseinrichtungen und Krankenhäuser nach Elena Cuza benannt:
- „Școala Elena Doamna Ploiești“ in Ploiești[2]
- „Elena Doamna Maternity Hospital“ in Elena Cuzas Geburtsstadt Iași[3]
- „Colegiul de Industrie Alimentară Elena Doamna“ (Hochschule für Lebensmittelindustrie) in Galați in der Westmoldau[4]
- „Colegiul Național Elena Cuza“ in Craiova (1833 als erste Mädchenschule im Gebiet des später entstandenen Fürstentums Rumänien gegründet, 1998 zu Ehren von Elena Cuza umbenannt)[5]
- „Colegiul Național Elena Cuza“ in Bukarest[6]
- „Centrul Școlar pentru Educație Incluzivă Elena Doamna“ (auf Sonderpädagogik für Gehörlose ausgerichtetes Schulzentrum) in Focșani[7]
- „Școala Gimnazială Elena Cuza“ in Vaslui[8]
- „Școala cu clasele I-VIII Elena Cuza“ in Piatra Neamț
- „Școala Elena Doamna“ in Ploiești

In Iași sowie in Ploiești wurde eine Straße „Strada Elena Doamna“ benannt, in Bukarest sowie Constanța gibt es jeweils eine „Strada Elena Cuza“.